# Scymnus schmidti
Grov minipiga (Scymnus schmidti) är en skalbaggsart som beskrevs av Fürsch 1958. Den ingår i släktet Scymnus och familjen nyckelpigor.

## Beskrivning
Arten är en nyckelpiga som har en oval, välvd, övervägande svart kropp med kort, ljus behåring. Hanen har ett orangerött huvud, medan honan endast har överläppen, käkarna och antennerna orangeröda. Halsskölden är svart med orangeröda kanter, och täckvingarna är svarta med en orangeröd till brunröd fläck på varje täckvinge. Helsvarta former förekommer. Arten är liten, med en kroppslängd på 2 till drygt 3 mm.

## Utbredning
Utbredningsområdet omfattar södra Nordeuropa och Mellaneuropa från östra Frankrike österut genom Vitryssland, Ukraina, Ryssland och Turkiet till Afghanistan och Kina. I Sverige finns den i Götaland, Svealand och södra Norrlandskusten upp till Gävleborgs län, medan den i Finland har observerats längst i söder samt sydost upp till Södra Karelen.  

## Ekologi
Den grova minipigan är en värmeälskande art som föredrar varma och torra habitat bevuxna med gräs, som sand- och stenbrott, ruderat och stäpper. Den förekommer även i lövskogsbryn. Födan består av bladlöss.